# Ciliometra
Ciliometra is een geslacht van wantsen uit de familie van de Gerridae (schaatsenrijders). Het geslacht werd voor het eerst wetenschappelijk beschreven door John T. Polhemus & Dan A. Polhemus in 1993.

## Soorten
Het genus bevat de volgende soorten:

- Ciliometra femorata J. Polhemus & D. Polhemus, 1993
- Ciliometra hirsuta Lansbury, 1996
- Ciliometra kiunga J. Polhemus & D. Polhemus, 1993
- Ciliometra minajerwi J. Polhemus & D. Polhemus, 2000
- Ciliometra priori Lansbury, 1996
- Ciliometra sepik J. Polhemus & D. Polhemus, 1993
- Ciliometra setosa J. Polhemus & D. Polhemus, 2000
- Ciliometra waigeo J. Polhemus & D. Polhemus, 2000